# Heinrich Philipp Cappe
Heinrich Philipp Cappe (* 1799; † 26. April 1862 in Dresden) war ein deutscher Numismatiker.

## Leben
Heinrich Philipp Cappe wurde geboren als Sohn eines Geistlichen im südlichen Niedersachsen, wurde jedoch Kaufmann (Wollhändler) in Hannover, in Hildesheim, 1843 in Berlin und zuletzt in Dresden.
Er begann „in späteren Jahren“ 1833 mit Erwerbungen aus der Auktion Immanuel Christian Leberecht von Ampach sich für Münzen zu interessieren. Der Wunsch nach einschlägigen Corpora veranlasste ihn, obwohl numismatischer Autodidakt, ab 1846 in schneller Abfolge eine Reihe von Katalogen zu verfassen, die zum Teil bis in das 20. Jahrhundert als Referenzwerke benutzt wurden, obwohl schon in ihrer Zeit eine methodische Unzulänglichkeit beanstandet wurde, die zu zahlreichen Fehlzuweisungen und Fehldatierungen führte.
Im Jahr 1852 verkaufte er seine Sammlung von 870 Münzen islamischer Staaten, die er von Otto August Rühle von Lilienstern gekauft hatte.

## Veröffentlichungen (Auswahl)
- Die ältesten Münzen Böhmens, insbesondere diejenigen der ersten christlichen Herzöge und Könige von Boleslaw I. bis Wenzel II. In: Mittheilungen der numismatischen Gesellschaft in Berlin. Heft 1, 1846, S. 29–74.
- Die Münzen der deutschen Kaiser und Könige des Mittelalters. 3 Bände. Selbstverlag, Dresden 1848–1857;
  - Abtheilung 1: Die zweiseitigen Münzen enthaltend. 1848, (Digitalisat);
  - Abtheilung 2: Die Hohlmünzen und einen Nachtrag zur ersten Abtheilung enthaltend. 1850, (Digitalisat);
  - Abtheilung 3: Nachtrag zur ersten und zweiten Abtheilung enthaltend. 1857, (Digitalisat).
- Die Mittelalter-Münzen von Münster, Osnabrück, Paderborn, Corvei und Hervord. Selbstverlag, Dresden 1850, (Digitalisat).
- Die Münzen der Herzöge von Baiern, der Burggrafen von Regensburg und der Bischöfe von Augsburg aus dem zehnten und eilften Jahrhundert. Selbstverlag, Dresden 1850, (Digitalisat).
- Beschreibung der Münzen des vormaligen Kaiserlichen freien weltlichen Stifts Quedlinburg. Selbstverlag, Dresden 1851, (Digitalisat. Dazu: Pastor Leitzmann: Die älteren Münzen der Abtei Quedlinburg mit Bezugnahme auf deren Beschreibung durch H. Ph. Cappe. Dresden 1851. 8. In: Zeitschrift des Harz-Vereins für Geschichte und Altertumskunde. Jg. 5, 1872, S. 165–194).
- Beschreibung der cölnischen Münzen des Mittelalters. Selbstverlag, Dresden 1853, (Digitalisat).
- Die Münzen der Stadt und des Bisthums Hildesheim. Selbstverlag, Dresden 1855, (Digitalisat).
- Beschreibung der Mainzer Münzen des Mittelalters. Selbstverlag, Dresden 1856, (Digitalisat).
- Beschreibung der Münzen von Goslar. Selbstverlag, Dresden 1860, (Digitalisat).